# Lacs de Covadonga
Pour les articles homonymes, voir Covadonga.
 (juillet 2014).
Si vous disposez d'ouvrages ou d'articles de référence ou si vous connaissez des sites web de qualité traitant du thème abordé ici, merci de compléter l'article en donnant les références utiles à sa vérifiabilité et en les liant à la section « Notes et références ».
Les lacs de Covadonga sont deux lacs glaciaires situés dans la principauté des Asturies en Espagne, à 1 134 mètres d'altitude. Ces deux lacs, également appelés les lacs d'Enol, sont le lac Enol et le lac Ercina. Ils se trouvent dans les Pics d'Europe et sont au centre du Parc national des pics d'Europe créé en 1918.

## Cyclisme

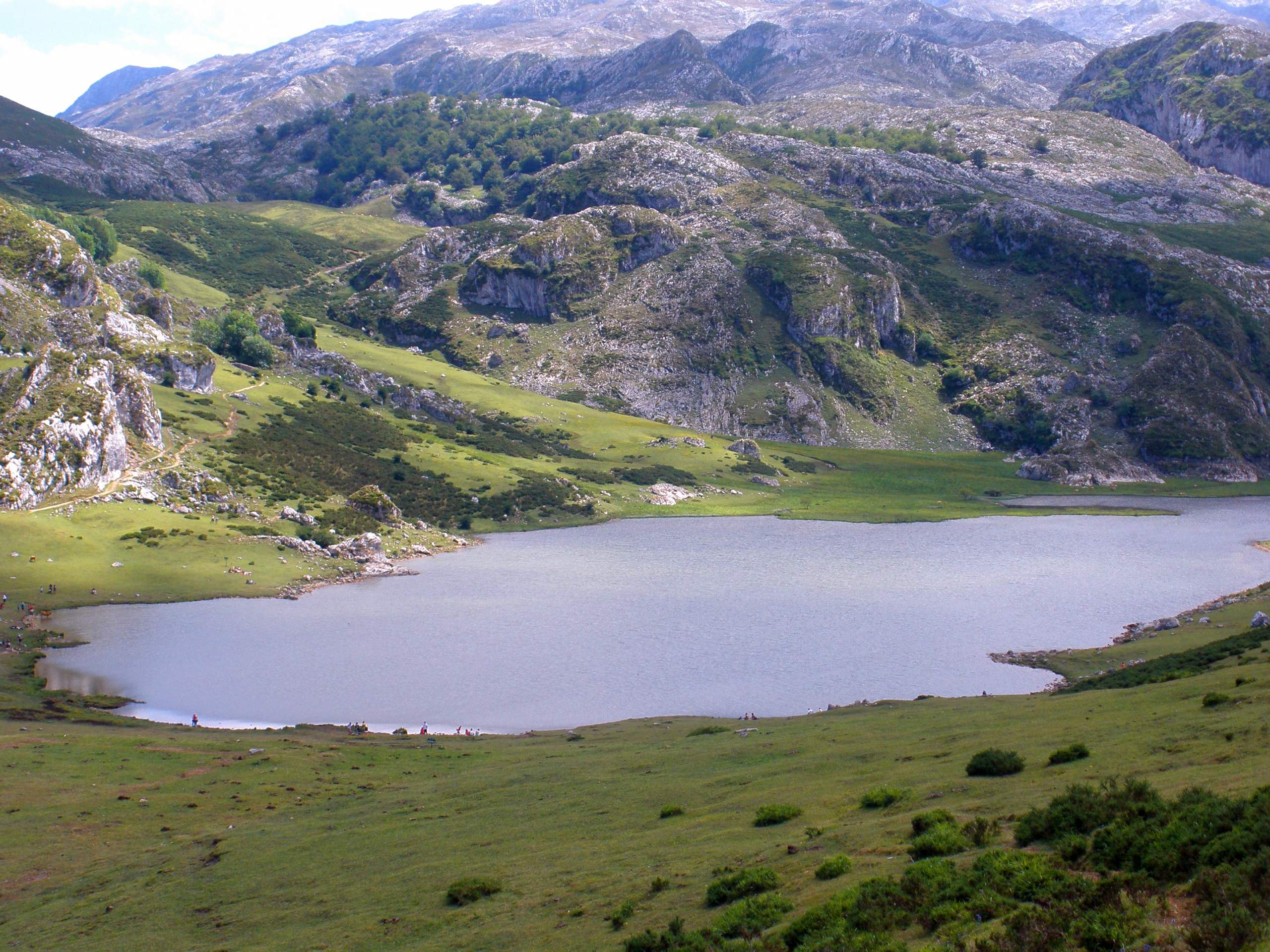
Le lac Ercina.

La route menant aux lacs de Covadonga est une ascension célèbre du sport cycliste, empruntée à de nombreuses reprises par le Tour d'Espagne depuis 1983.
L'ascension vers les lacs est longue de 12,6 kilomètres et présente une pente moyenne de 7,3 % pour un dénivelé de 1 056 mètres. La section dite de La Huesera, à 7 kilomètres du sommet, est la plus difficile avec une pente de 15 % sur 800 mètres.

### Vuelta masculine
L'ascension des lacs de Covadonga est considérée comme l'équivalent pour le Tour d'Espagne de l'Alpe d'Huez pour le Tour de France. Les deux ascensions apparaissent en effet très régulièrement dans leurs Tours respectifs.
Le tableau suivant donne la liste des vainqueurs d'étape du Tour d'Espagne aux lacs de Covadonga :
| Année | Nom                    | Nationalité |
| ----- | ---------------------- | ----------- |
| 1983  | Marino Lejarreta       | Espagne     |
| 1984  | Reimund Dietzen        | Allemagne   |
| 1985  | Pedro Delgado          | Espagne     |
| 1986  | Robert Millar          | Royaume-Uni |
| 1987  | Luis Herrera           | Colombie    |
| 1989  | Álvaro Pino            | Espagne     |
| 1991  | Luis Herrera           | Colombie    |
| 1992  | Pedro Delgado          | Espagne     |
| 1993  | Oliverio Rincón        | Colombie    |
| 1994  | Laurent Jalabert       | France      |
| 1996  | Laurent Jalabert       | France      |
| 1997  | Pavel Tonkov           | Russie      |
| 2000  | Andrei Zintchenko      | Russie      |
| 2001  | Juan Miguel Mercado    | Espagne     |
| 2005  | Eladio Jiménez Sánchez | Espagne     |
| 2007  | Vladimir Efimkin       | Russie      |
| 2010  | Carlos Barredo         | Espagne     |
| 2012  | Antonio Piedra         | Espagne     |
| 2014  | Przemysław Niemiec     | Pologne     |
| 2016  | Nairo Quintana         | Colombie    |
| 2018  | Thibaut Pinot          | France      |
| 2021  | Primož Roglič          | Slovénie    |
| 2024  | Marc Soler             | Espagne     |

### Tour d'Espagne féminin
L’arrivée aux lacs de Covadonga fut au programme de la dernière étape du Tour d’Espagne féminin 2023. Dans le final enveloppé de brouillard, Demi Vollering remportait l’étape toutefois Annemiek van Vleuten réussissait à conserver sa tunique de leader du classement général pour neuf secondes.